# Са, Гарсия де
Гарси́я де Са (порт. Garcia de Sá; 1486, Порту — 13 июня 1549, Гоа, Португальская Индия) — португальский военачальник, представитель знатного и высокопоставленного рода Са, 15-й губернатор Португальской Индии (1548—1549).

## Краткая биография
Первый раз Гарсия де Са попал на Восток в 1518 году в составе экспедиции Диогу Лопеша де Секейры. Тогда он был назначен комендантом Малакки, но до вступления в должность пытался наладить важнейшие для португальцев торговые отношения с купцами Молуккских островов, основными поставщиками пряностей. Принял должность коменданта и главы правительства Малакки 28 июня 1522 года и исполнял её в период губернаторства дона Дуарте де Менезеша, по истечении установленного 3-летнего срока своих полномочий вернулся в Португалию. Второй раз прибыл в Индию в 1527 году вместе с Нуну да Куньей и снова занял пост коменданта Малакки. Вторичное назначение умного, честного и верного своему долгу главы местного правительства вызвало враждебное недовольство части соотечественников. Известия о плетущихся интригах дошли до Лиссабона, откуда пришло распоряжение о проверке происхождения богатства Гарсии де Са. В случае обнаружения нарушений комендант Малакки должен был быть арестован и доставлен в метрополию. Несправедливость такого приказа была столь вопиющей, что Нуну да Кунья отказался от его исполнения, и даже после окончания срока полномочий Гарсии де Са назначил его комендантом вновь сооружённой крепости Басаи́н (Baçaím, или Васай), где тот оставался до 1539 года. К тому времени при королевском дворе слухи о не добропорядочности Гарсии де Са развеялись, и его назначили губернатором Ормуза, но он от должности отказался в пользу одного из своих зятьёв, дона Антониу де Нороньи, тёзки вице-короля.
После смерти Жуана де Каштру, 4-го вице-короля и 14-го губернатора Португальской Индии, следующим 15-м губернатором заморского государства был назначен Гарсия де Са. Принял полномочия 7 июня 1548 года. Его кандидатура была вполне подходящей для выполнения столь важных функций. Он всю жизнь прожил в Индии, во время избрания ему было 70 лет, поэтому у него было достаточно много опыта как в области общественных отношений, так и в военной сфере, тем более, этим остались довольны солдаты, вовремя получая своё жалование. Обладая многими положительными качествами, он снискал общее уважение и португальцев, и индийцев.
За короткое время правления губернатору Индии удалось увеличить территорию государства, обратить в христианство правителя Танора (Tanor). Первым успехом стало заключение мирного договора с Идалканом (Hidalcão < Hidalcan < Hidal Khan ханом Идаль). За ним последовали мирные соглашения с другими правителями. В ответ на постоянные угрозы правителя Камбая в начале 1549 года Гарсия де Са собрал мощную эскадру для атаки противника на его же территории. Но после появления кораблей в порту Басаи́н от султана Махмуда прибыли послы с просьбой о мире. Соглашение было подписано в рамках похожих условий предыдущих договоров. Таким образом в Индии царило спокойствие, обеспечивающее большие преимущества для португальцев и доставившее большую славу губернатору. В короткий период правления Гарсией де Са было достигнуто больше, чем за более продолжительное время его предшественниками.
Гарсия де Са умер13 июня 1549 года от очередного приступа колик, которым был подвержен. На посту губернатора он пробыл 13 месяцев. Всё своё состояние завещал двум дочерям, получившим по 20 000 крузаду каждая. Дочери обрели славу первых красавиц Португалии своего времени. Одна из них, дона Леонор де Са, стала жертвой величайшего в истории Португалии кораблекрушения галеона «Сан Жуан» (1552), вызванного Адамастором в «Лузиадах» (Песнь V, октавы 46—48). Леонор стала также протагонистом эпической поэмы Жерониму Корте Реала «Кораблекрушение и последовавшая за тем печальная гибель Мануэла де Созы де Сепу́лведы» (1594).